# Syrah

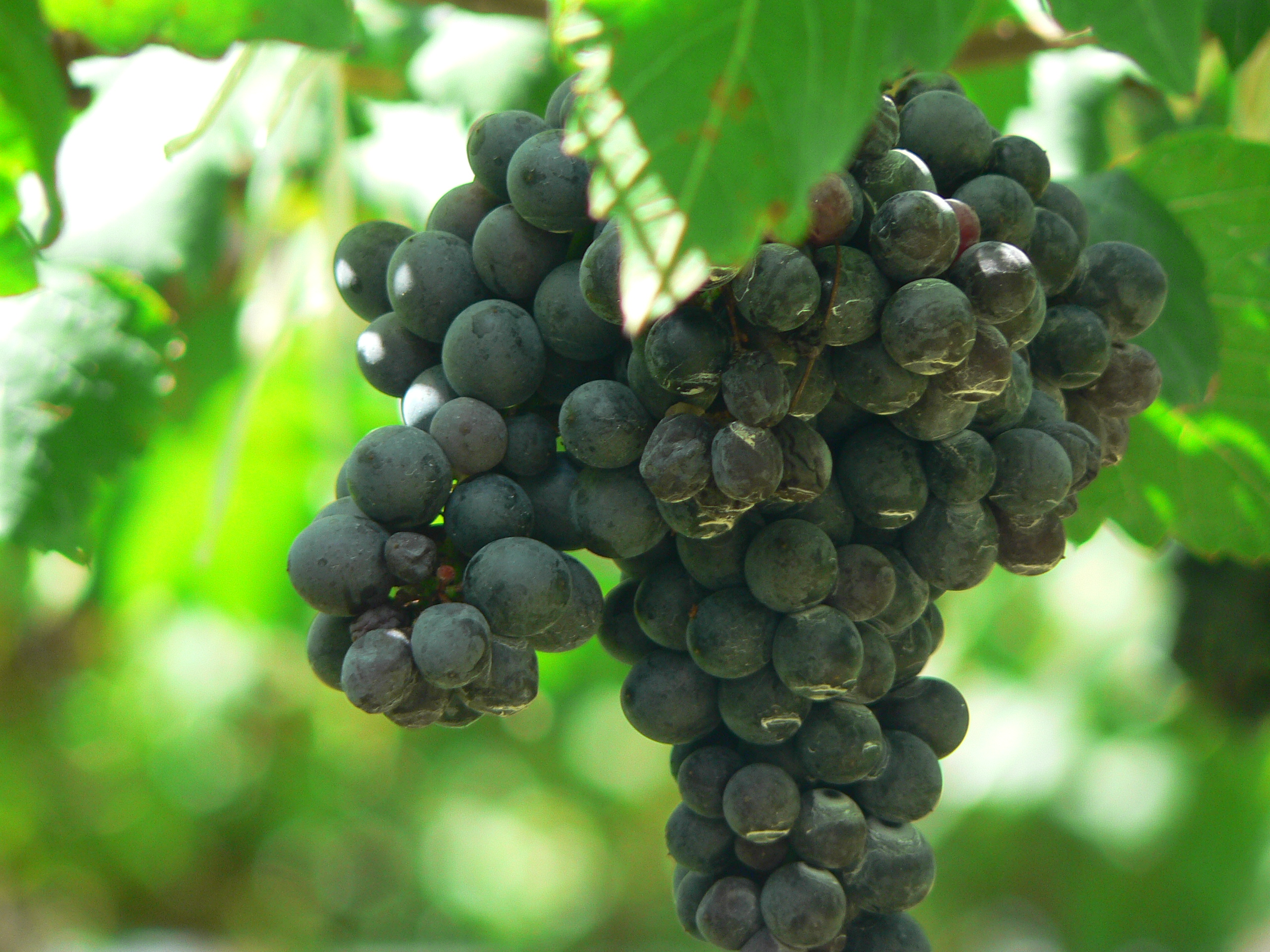
Hrozny odrůdy Syrah

Syrah nebo také Shiraz je odrůda révy vinné, která slouží k výrobě červených vín. Pěstuje se především v severní části údolí Rhôny ve Francii (Châteauneuf-du-Pape, Crozes-Hermitage), odkud se rozšířila do teplých oblastí celého světa. Podle výzkumu z roku 2014 je šestou nejpěstovanější odrůdou, která zaujímá na světovém trhu vínem podíl 4,03 %. Na celém světě je osázeno Syrahem více než 140 000 hektarů vinic. Význačnými producenty jsou Austrálie (Barossa Valley), kam se odrůda dostala už v roce 1831, dále Nový Zéland, USA (údolí Walla Walla River), Jihoafrická republika, Chile, Argentina, Španělsko, Itálie, Švýcarsko a Řecko. Ve Státní odrůdové knize České republiky není Syrah zapsaný.
V anglicky mluvících zemích se používá označení Shiraz, které stejně jako francouzské Syrah odkazuje k městu Šíráz, jež bylo ve starověku jedním ze středisek vinařství. Legenda, že tato odrůda pochází ze staré Persie, se však nezakládá na pravdě: analýza DNA provedená v roce 1999 prokázala, že Syrah vznikl v jihovýchodní Francii zkřížením místních odrůd Dureza a Mondeuse blanche. Používají se také názvy Antournerein, Balsamina, Bragiola, Neretto di Saluzzo a Candine.
Syrah má středně veliké a poměrně kompaktní hrozny cylindrického tvaru, bobule jsou černomodré barvy, drobnější, s pevnou slupkou. Je odrůdou středně pozdního zrání, která je relativně odolná proti padlí révy, ale obtížně snáší chladné a deštivé počasí. Víno má sytě tmavou barvu a intenzivní vůni připomínající fialky. Pro svou robustní chuť a vyšší obsah alkoholu se doporučuje k delší archivaci. Je viskózní, bohaté na třísloviny a taniny, s dlouhou dochutí. Chutná po ovoci (rybíz, borůvky, ostružiny) s tóny připomínajícími v závislosti na terroir zelený pepř, mátu nebo lékořici. Podává se při teplotě 18 °C, doporučuje se k němu hovězí maso nebo zvěřina. Odrůda je důležitou součástí známého cuvée Châteauneuf-du-Pape AOC, využívá se rovněž k výrobě růžových a šumivých vín.
Zkřížením Syrahu s odrůdou Peloursin vznikl v 19. století Durif, známý také jako Petit Syrah.